# أبو عمران موسى بن عيسى المازوني
أبو عمران موسى بن عيسى المازوني. فقيه وقاضي نشأ في مازونة وبها تعلم،و هو والد صاحب النوازل يحي المازوني .
- و له تأليف مفيد في القضاء تأثر به الامام الونشريسي.

## أعماله
1. ديباجة الإفتخار في مناقب أولياء الله الأخيار
2. الرائق في تدريب الناشىء من القضاة وأهل الوثائق
3. حلية المسافر وآدابه وشروط المسافر في ذهابه وإيابه [2]